# Cersosimo
Cersosimo é uma comuna italiana da região da Basilicata, província de Potenza, com cerca de 845 habitantes. Estende-se por uma área de 24 km², tendo uma densidade populacional de 35 hab/km². Faz fronteira com Alessandria del Carretto (CS), Castroregio (CS), Noepoli, Oriolo (CS), San Giorgio Lucano (MT), San Paolo Albanese.

## Demografia
| Variação demográfica do município entre 1861 e 2011                               |
|                                                                                   |
| Fonte: Istituto Nazionale di Statistica (ISTAT) - Elaboração gráfica da Wikipedia |